# Парламентские выборы в Грузии (2024)
Парламентские выборы в Грузии (2024) — парламентские выборы в однопалатный Парламент Грузии, которые прошли 26 октября 2024 года.

## Избирательная система
Парламент Грузии состоит из 150 депутатов, избираемых на четырёхлетний срок.
Предыдущие выборы 2020 года проходили по смешанной системе: 120 депутатов избиралось по пропорциональной системе, 30 — по мажоритарной в одномандатных округах. Согласно конституционным поправкам, принятым 26 сентября 2017 года, выборы пройдут по пропорциональной системе с 5-процентным барьером для прохода политических партий в парламент. Если ни одна из партий не наберёт большинство мест, то необходимо будет сформировать коалиционное правительство. При неисполнении требований в течение двухнедельного срока, президент вправе распустить парламент и назначить новые выборы.
В 2020 году была введена гендерная квота в 25 %, которая означает, что партийные списки обязаны включать в себя женщин на каждой четвёртой позиции, однако в апреле 2024 года гендерные квоты были отменены. 6 февраля 2023 года Избирательная комиссия Грузии приняла постановление, которое вводит систему электронной регистрации избирателей и голосования на большинстве избирательных участков.

## Партии и коалиции

### Обзор
Правящая партия «Грузинская мечта» баллотировалась на четвёртый срок.
В январе 2023 года Леван Хабеишвили сместил Нику Мелию с поста председателя Единого национального движения после победы на внутрипартийных выборах. Мелия объявил о разрыве с ЕНД, обвинив Хабеишвили в том, что он является протеже теневого бизнесмена Давида Кезерашвили и анонсировал создание собственной партии. 8 июня Тина Бокучава стала председателем Единого национального движения, сменив Хабеишвили, который ушел в отставку, причиной стало состояние его здоровья.
20 июля 2023 года представлена «Платформа победы», в неё вошли партии «Единое национальное движение» (ЕНД) и «Стратегия Агмашенебели».
30 декабря 2023 года состоялся съезд правящей партии «Грузинская мечта — Демократическая Грузия», в ходе которой, её основатель Бидзина Иванишвили, объявил о возвращении в политику в качестве почётного председателя «Грузинской мечты», заявив, что при этом будет играть активную роль в предвыборной кампании.
11 марта Ника Мелия объявил о создании партии «Ахали», к нему присоединился Ника Гварамия, ещё один бывший член ЕНД и основатель оппозиционного телеканала «Мтавари Архи».
11 апреля Государственный реестр отменил регистрацию пророссийской партии «Консервативное движение» («Альт-Инфо»), запретив ей участвовать в выборах.
24 июня лидеры 28 консервативных партий и общественных организаций, выступающих за восстановление отношений с Россией, подписали декларацию «Единства грузинских патриотов», а также объявили об участии на выборах единым списком от имени «Альянса патриотов Грузии».
8 июля председатель ЕНД Тина Бокучава объявила о новой политической платформе под названием «Единство — Национальное движение» (изначально: «Единство — для спасения Грузии»). Эта платформа направлена на объединение Единого национального движения и Стратегии Агмашенебели — двух партий, уже год находящихся в коалиции, а также других партий.
9 июля три оппозиционные партии, «Ахали», «Гирчи — больше свободы» и «Дроа!», на брифинге объявили об объединении в «Коалицию за перемены». 18 августа к коалиции присоединились Республиканская партия и молодёжная организация грузинских азербайджанцев «Активисты за будущее».
16 июля лидер парламентского большинства «Грузинской мечты» Мамука Мдинарадзе в своей речи на открытии предвыборной кампании и нового центрального офиса «Грузинской мечты» заявил, что «Сила народа» будет участвовать в парламентских выборах единым списком вместе с правящей партией «Грузинская мечта». Хотя ранее, в марте она была зарегистрирована как политическая партия.
17 июля партии «Лело для Грузии», «Для народа» и политическое движение «Площадь Свободы» объявили об объединении в рамках единого избирательного списка на предстоящих выборах. Впоследствии этот альянс был переименован в «Сильную Грузию». Позже в августе к альянсу присоединилась и партия «Граждане».
1 августа большинство членов избирательного списка Европейской Грузии, избранных в ходе внутренних предварительных выборов партии, покинули её, включая ключевых фигур — Гигу Бокерию и Тамар Черголеишвили. Раскол возник из-за разногласий с другими однопартийцами, Гиги Церетели и Акакием Бобохидзе. Позже, 15 августа, члены, покинувшие «Европейскую Грузию», основали новую партию под названием «Федералисты». Два дня спустя Европейская Грузия присоединилась к коалиции «Единство — Национальное Движение».
Центральная избирательная комиссия Грузии отказала в регистрации партиям «Европейские социалисты», «Союз грузинских традиционалистов» и «Поколения для Грузии», мотивируя это невыполнением ими требования законодательства о предоставлении подписей 25 тысяч избирателей для регистрации. Вместе с ними в регистрации было отказано ещё 8 партиям. Следовательно, они не смогут принять участие в выборах.
Всего на октябрьских выборах было зарегистрировано 27 партий.

### Список коалиций и партий
| Партия/коалиция | Партия/коалиция | Партия/коалиция                  | Партии (в коалиции)                                                    | Лидеры                                                                      | Результат прошлых выборов                                                              | Идеология                                                             |
| --------------- | --------------- | -------------------------------- | ---------------------------------------------------------------------- | --------------------------------------------------------------------------- | -------------------------------------------------------------------------------------- | --------------------------------------------------------------------- |
|                 | ГМ              | Грузинская мечта                 | Грузинская мечта Сила народа                                           | Ираклий Гарибашвили Созар Субари                                            | ГМ: 46,75 % (2020) СН: не участвовала ранее                                            | Популизм Национал-консерватизм Мягкий евроскептицизм                  |
|                 | Е-НД            | Единство — Национальное движение | Единое национальное движение Стратегия Агмашенебели Европейская Грузия | Тинатин Бокучава Георгий Вашадзе Гиги Церетели                              | ЕНД: 30,67 % (2021) СА: 1,34 % (2021) ЕГ: 1,66 % (2021)                                | Либерал-консерватизм Проевропеизм                                     |
|                 | CC              | Коалиция за перемены             | Ахали Гирчи — Больше свободы Дроа Республиканская партия Грузии        | Николоз Гварамия Ника Мелия Зураб Джапаридзе Элене Хоштария Хатуна Самнидзе | Ахали: не участвовала ранее Г-БС: 1,44 % (2021) Дроа: 0,61 % (2021) РП: 0,74 % (2017)  | Либерализм Проевропеизм                                               |
|                 | СГ              | Сильная Грузия                   | Лело для Грузии Для народа Граждане (партия) Площадь свободы           | Мамука Хазарадзе Анна Долидзе Алеко Елисашвили Леван Цуцкиридзе             | Лело: 2,71 % (2021) ДН: 0,87 % (2021) Граждане: 0,83 % (2021) ПС: не участвовала ранее | Либерализм Социал-демократия Проевропеизм                             |
|                 | ДГ              | За Грузию                        | —                                                                      | Георгий Гахария                                                             | 7,8 % (2021)                                                                           | Либерал-консерватизм Проевропеизм                                     |
|                 | АПГ             | Альянс патриотов Грузии          | Альянс патриотов Грузии Консервативное движение Грузинская идея        | Давид Тархан-Моурави Георгий Кардава Леван Чачуа                            | АПГ: 1,46 % (2021) КД: не участвовала ранее ГИ: 0,43 % (2020)                          | Национал-консерватизм Правый популизм Евроскептицизм Русофилия        |
|                 | НПЦ-Г           | Новый политический центр — Гирчи | —                                                                      | Яго Хвичия                                                                  | 0,95 % (2021)                                                                          | Правое либертарианство                                                |
|                 | ЛПГ             | Лейбористская партия Грузии      | —                                                                      | Шалва Нателашвили                                                           | 1 % (2020)                                                                             | Социал-демократия Левый популизм Культурный консерватизм Проевропеизм |
|                 | СГ              | Свободная Грузия                 | —                                                                      | Кукава Каха                                                                 | 0,33 % (2020)                                                                          | Консерватизм                                                          |
|                 | ЗС              | За справедливость                | —                                                                      | Эка Беселия                                                                 | 0,1 % (2020)                                                                           | Проевропеизм                                                          |
|                 | ПЗГ             | Партия зелёных Грузии            | —                                                                      | Георгий Гачечиладзе                                                         | 0,07 % (2020)                                                                          | Зелёная политика Зелёный консерватизм                                 |
|                 | TL              | Европейские демократы            | —                                                                      | Паата Давитая                                                               | не участвовала ранее                                                                   | Проевропеизм                                                          |
|                 | Мы              | Мы                               | —                                                                      | Давид Кацарава                                                              | не участвовала ранее                                                                   | Проевропеизм                                                          |

## Официальные результаты
|                                                                             |                                        |           |        |      |              |
| Партия / Коалиция                                                           | Партия / Коалиция                      | Голосов   | %      | Мест | +/–          |
|                                                                             | «Грузинская мечта»                     | 1 120 140 | 53,94  | 89   | ▼ 1          |
|                                                                             | Коалиция за перемены                   | 229 161   | 11,03  | 18   | ▲ 17         |
|                                                                             | Единство — Национальное движение       | 211 120   | 10,17  | 17   | ▼ 17         |
|                                                                             | «Сильная Грузия»                       | 182 949   | 8,81   | 14   | ▲ 9          |
|                                                                             | «За Грузию»                            | 161 336   | 7,77   | 12   | ▲ 6          |
|                                                                             | «Гирчи»                                | 62 320    | 3,00   | 0    | ▼ 4          |
|                                                                             | Альянс патриотов Грузии                | 50 596    | 2,44   | 0    | ▼ 4          |
|                                                                             | Лейбористская партия Грузии            | 15 101    | 0,73   | 0    | ▼ 1          |
|                                                                             | «Изменить Грузию»                      | 12 518    | 0,60   | 0    | ▬            |
|                                                                             | «Европейские демократы»                | 7960      | 0,38   | 0    | ▬            |
|                                                                             | «Грузинское единство»                  | 4502      | 0,22   | 0    | новая партия |
|                                                                             | «Свободная Грузия»                     | 4143      | 0,20   | 0    | ▬            |
|                                                                             | Партия грузинского единства и развития | 3931      | 0,19   | 0    | ▬            |
|                                                                             | Сакартвело                             | 2779      | 0,13   | 0    | ▬            |
|                                                                             | «Мы»                                   | 2606      | 0,13   | 0    | новая партия |
|                                                                             | «Трибуна»                              | 2486      | 0,12   | 0    | ▬            |
|                                                                             | «Наша единая Грузия»                   | 1856      | 0,09   | 0    | ▬            |
|                                                                             | Левый альянс                           | 1287      | 0,06   | 0    | новая партия |
| Всего                                                                       | Всего                                  | 2 076 791 | 100,00 | 150  |              |
| Явка избирателей                                                            | Явка избирателей                       | 3 508 294 | 58,94  |      |              |
| Источник:Центральная избирательная комиссия , Radio Liberty, Interpressnews |                                        |           |        |      |              |

## Протесты
После выборов представители грузинской оппозиции собрались в президентском дворце, чтобы выразить солидарность с президентом страны Саломе Зурабишвили, заявившей о неприятии объявленных результатов голосования:

Я не признаю этих выборов. Признание было бы равно легитимизации захвата Грузии Россией…Во имя будущих поколений мы не можем отказаться от нашего европейского будущего.
Оригинальный текст (англ.)I do not recognize these elections. Recognizing them would be tantamount to legitimizing Russia’s takeover of Georgia … We cannot surrender our European future for the sake of future generations.
Она также добавила, что правительство, контролируемое партией «Грузинская мечта», по её мнению, нелегитимно и что выборы 26 октября были «полной фальсификацией». Зурабишвили обратилась в Конституционный суд с иском о признании выборов нелегитимными и не соответствующими Конституции. 3 декабря 2024 года суд объявил, что большинством в 7 из 9 судей он отказывается рассматривать обращение по существу. Решение окончательное и обжалованию не подлежит.

## Международная реакция
Совместное заявление председателей комитетов по иностранным и европейским делам Германии, Литвы, Эстонии, Латвии, Ирландии, Украины, Польши и Канады призвало Европейский союз не признавать результаты, назвав их «ни свободными, ни справедливыми», а также подтвердило поддержку президента Саломе Зурабишвили.
28 октября в Тбилиси прибыл премьер-министр Венгрии Виктор Орбан, который поздравил «Грузинскую мечту» до объявления предварительных итогов голосования. Он заявил, что венгерские наблюдатели следили за выборами в Грузии и считают их позитивными, свободными и демократичными.